# Katherine Thomson
Katherine Thomson, née le 27 juillet 1955 à Sydney, Nouvelle-Galles du Sud, Australie, est une scénariste australienne. Elle a aussi joué dans quelques films.

## Filmographie

### Scénariste
- "G.P." (1989) série TV
- "Mirror, Mirror" (feuilleton TV, 1995)
- Halifax f.p: Cradle and All (téléfilm, 1996)
- Halifax f.p: Isn't It Romantic (téléfilm, 1997)
- "Fallen Angels" (série TV, 1997)
  - "Mirror, Mirror II" (série TV, 1997)
- "Wildside" (1997) série TV
- "Something in the Air" série TV
  - épisode : We Will Remember Them (2000)
- "Grass Roots" (série TV, 2000)
- Murder call, fréquence meurtre série TV
  - épisode : Absent Friends (2000)
- "McLeod's Daughters" (série TV, 2001)
- Halifax f.p: Takes Two (téléfilm, 2002)
- BlackJack: In the Money (téléfilm, 2005)
- "All Saints" série TV 
  - épisode : Out of Darkness (2005)
- Unfolding Florence: The Many Lives of Florence Broadhurst (2006)
- "Answered by Fire" (feuilleton TV, 2006)
- BlackJack: At the Gates (téléfilm, 2006)

### Actrice
- L'Échéance fatale (Deadline, téléfilm, 1982) : téléphoniste
- L'Ultime Complot (The Edge of Power) (1987) : Judy Staines
- Halifax f.p: Takes Two (téléfilm, 2002) : propriétaire de librairie